# Роська (приток Роси)
Роська (укр. Роська) — правый приток реки Роси, протекающий по Винницкому (Винницкая область) и Белоцерковскому (Киевская область) районам.

## География

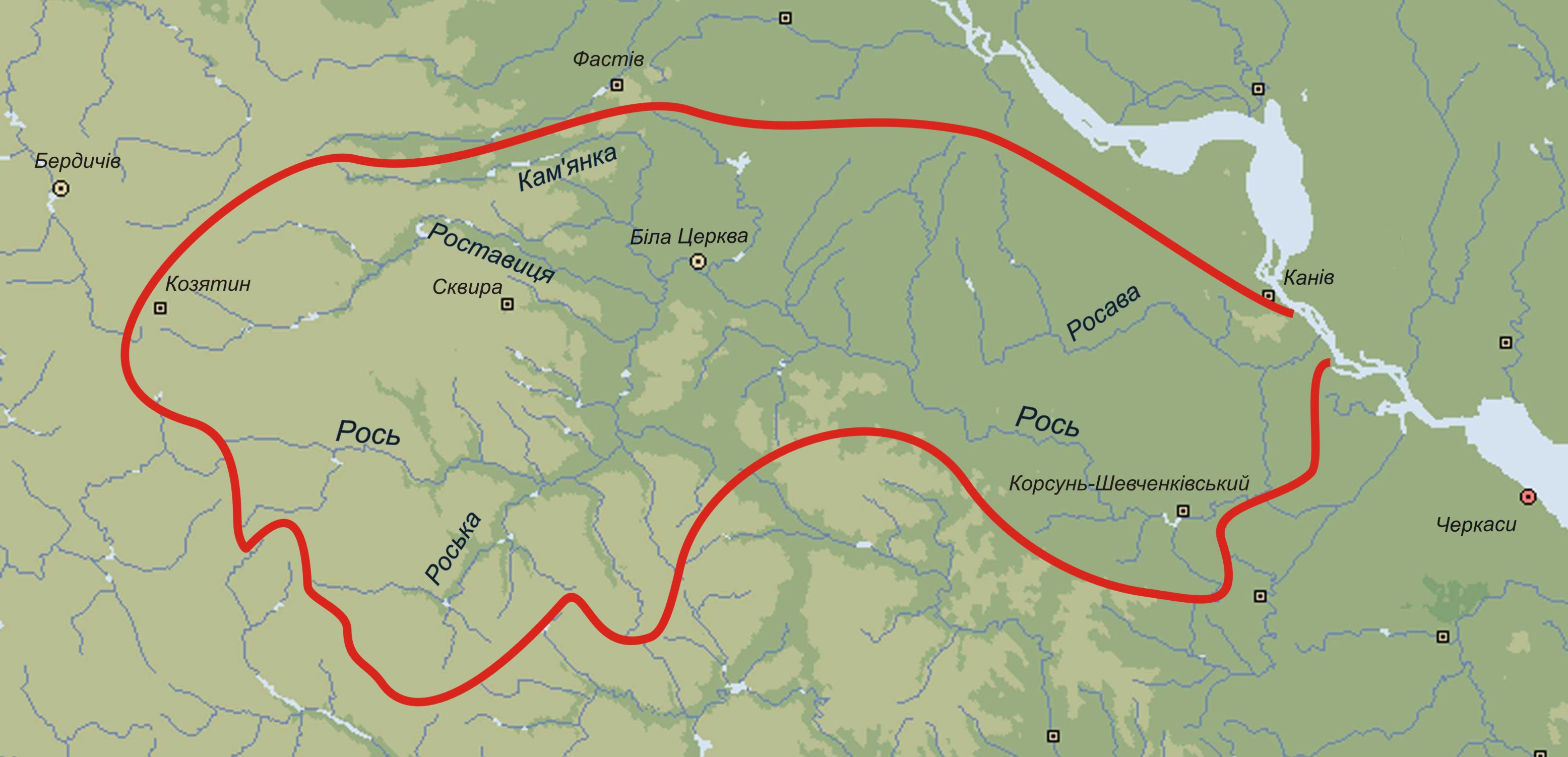
Расположение на карте бассейна реки Рось

Длина — 73 км. Площадь водосборного бассейна — 1100 км². Русло реки в нижнем течении (село Кашперовка) находится на высоте 174,4 м над уровнем моря, в среднем течении (село Чернявка) — 213,6 м, в верхнем течении (пруд в селе Андрушевка) — 251,5 м. Используется для водоснабжения, орошения, рыбоводства.
Река в верховье течёт на восток, затем в среднем течении — на юго-восток и северо-восток — в нижнем течении. Река берет начало от источника, что восточнее (примерно 600 м от) села Должок и ж/д станции Андрушевка (участок Казатин I — Фастов I) (Винницкий район). Впадает в реку Рось южнее села Косовка (Белоцерковский район).
Долина трапециевидная, с расчленёнными склонами. Русло слаборазвитое, ширина 3-8 м. Питание снежное и дождевое. На реке на протяжении всей длины создано множество крупных и средних прудов, и одно водохранилище. Крупнейшие водоёмы на реке: Тетиевский (при впадении Росишки), Новоживотовский (при впадении Жива и Живка). Пойма реки в среднем течении местами заболоченная с тростниковой и луговой растительностью.

## Притоки
- Левые: Фоса.
- Правые: Быстрик, Жива, Живка, Росишка.

## Населённые пункты
Населённые пункты на реке от истока к устью:
- Винницкий район: Андрушевка, Плисков, Чернявка, Скала, Вербовка, Каменногорка, Новоживотов, Акимовка, Бугаевка;
- Белоцерковский район: Тележинцы, Перше Травня, город Тетиев, Кашперовка, Скибинцы.

## Галерея

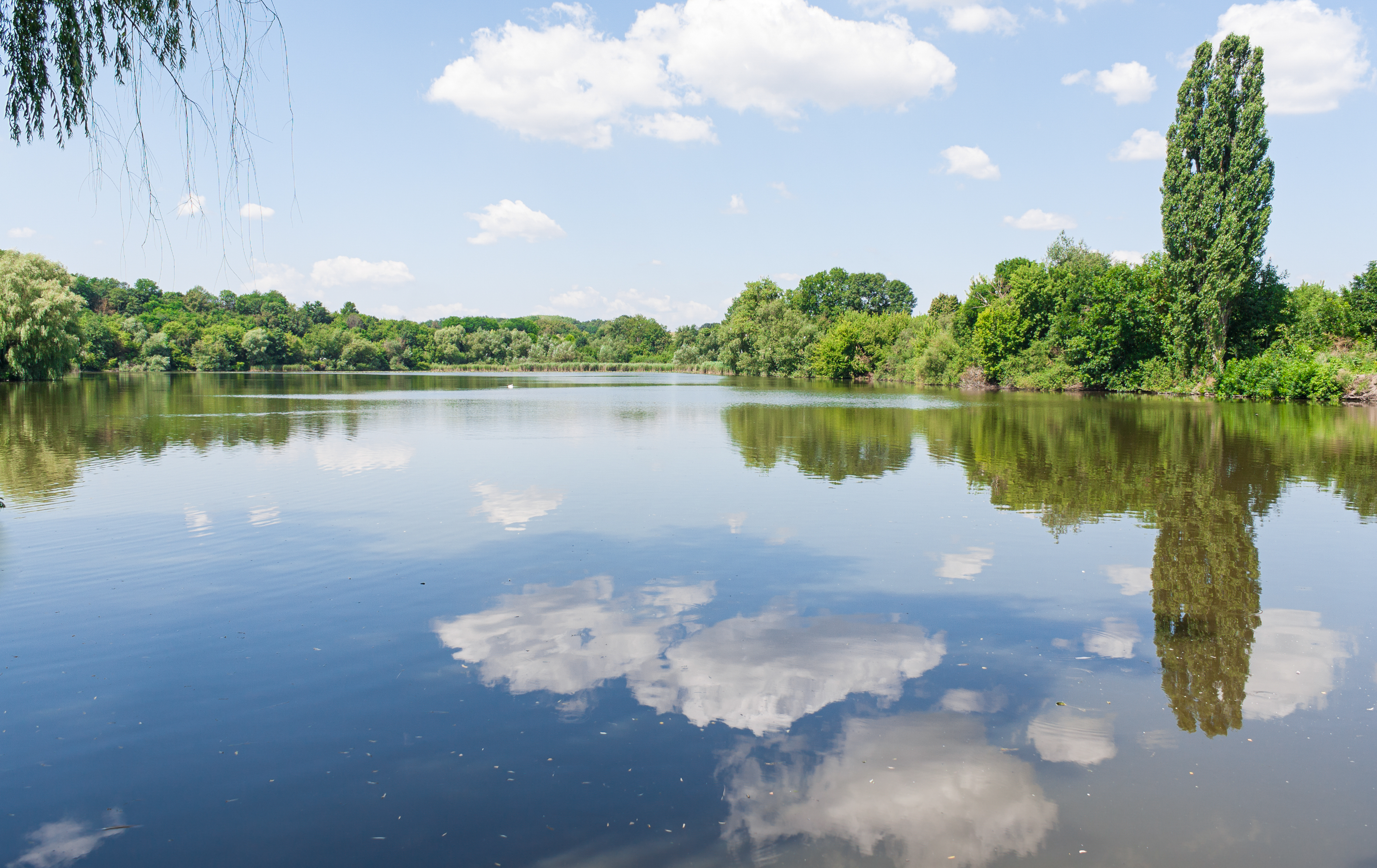
Пруд на реке в селе Чернявка
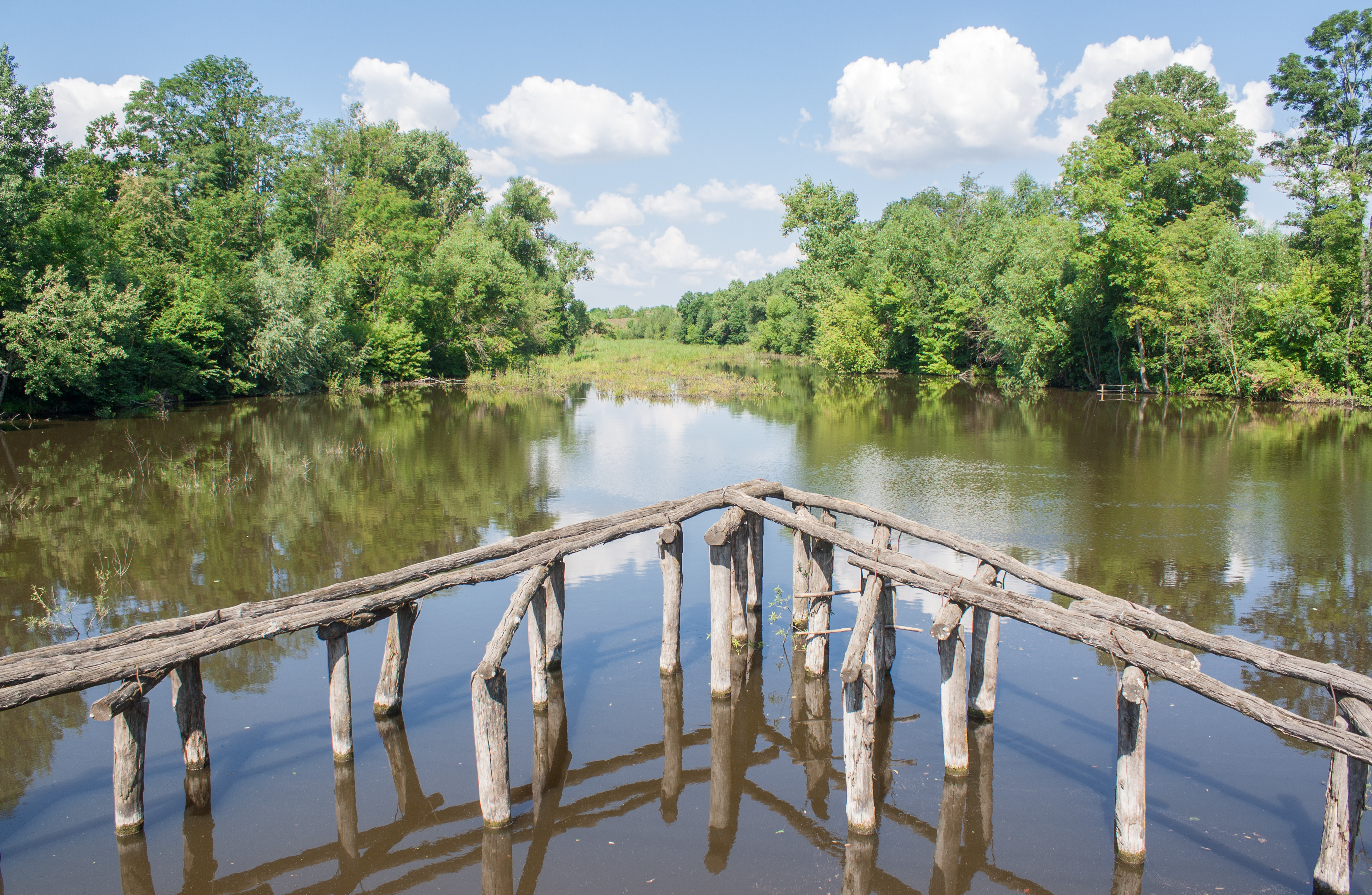
Река в селе Скала
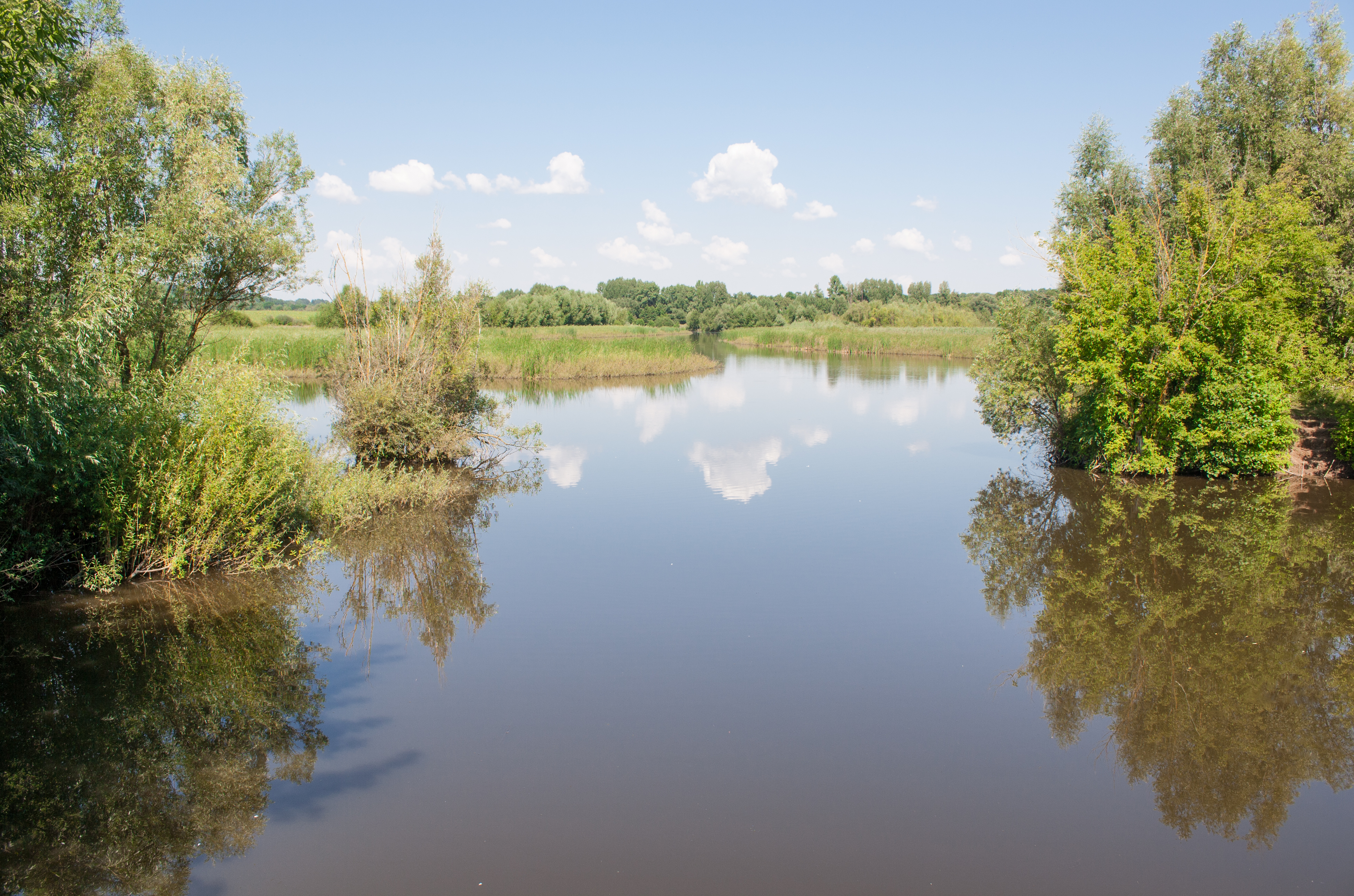
Река в селе Вербовка
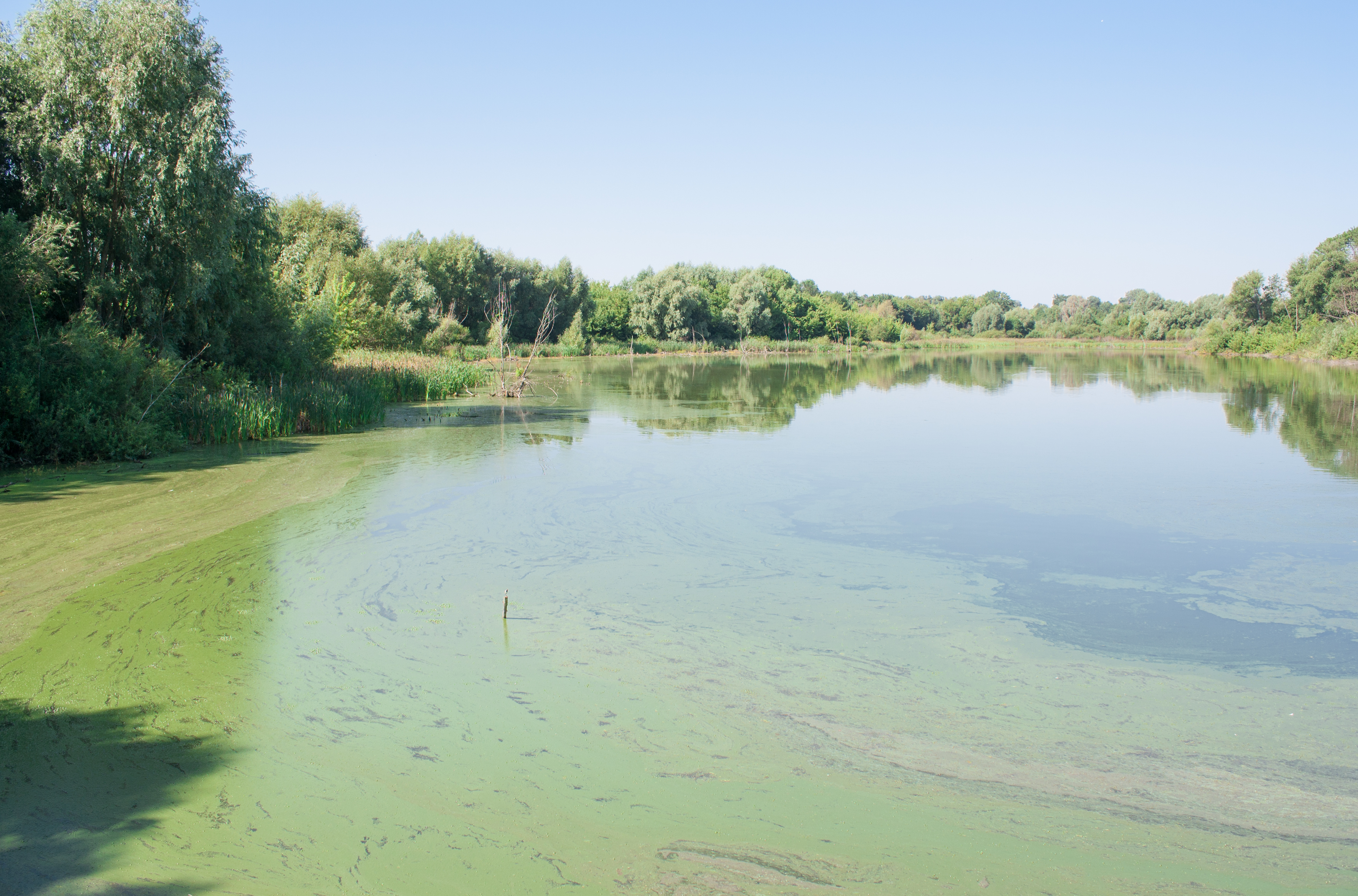
Пруд на реке в селе Каменногорка
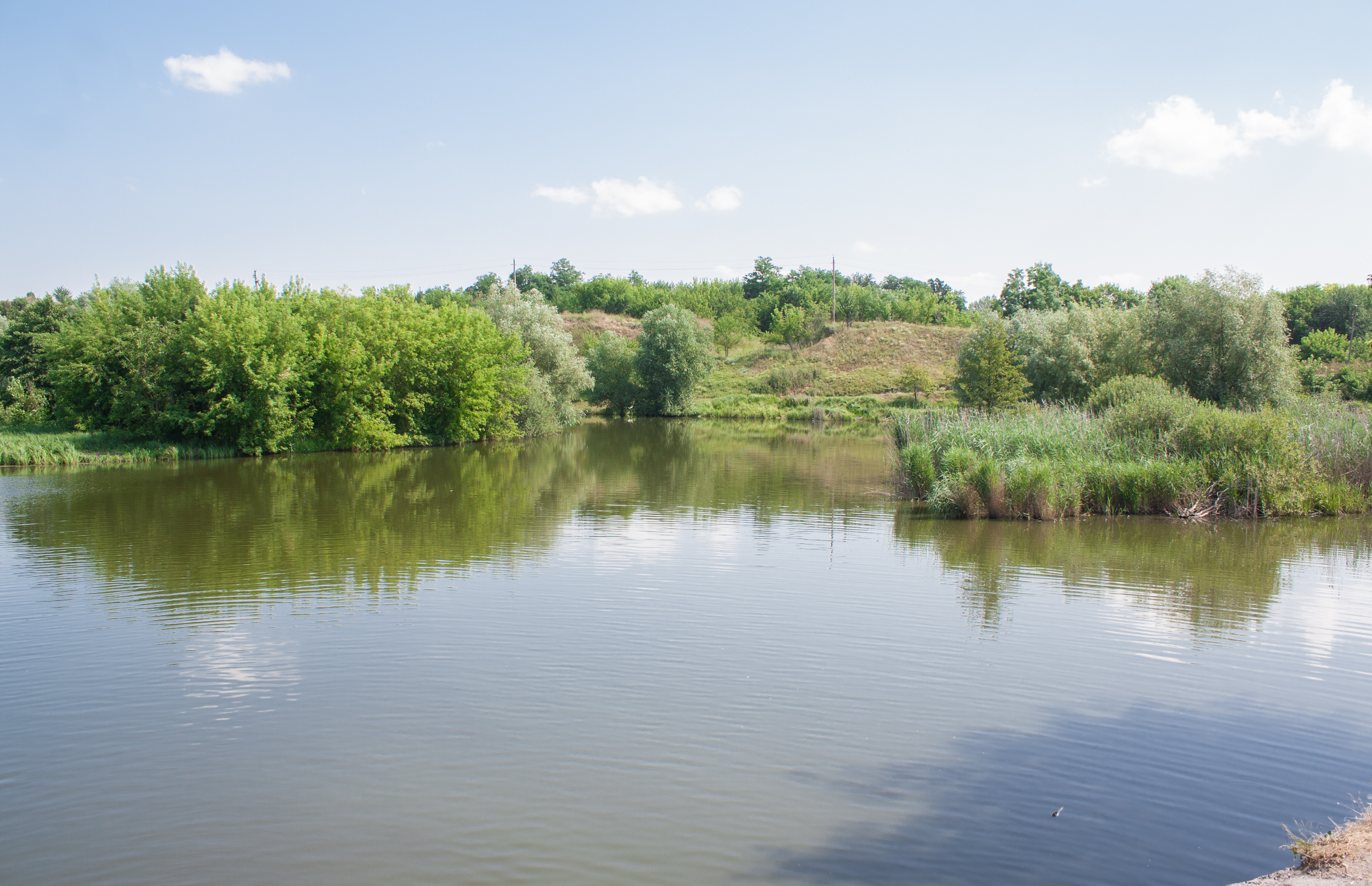
Река в селе Новоживотов
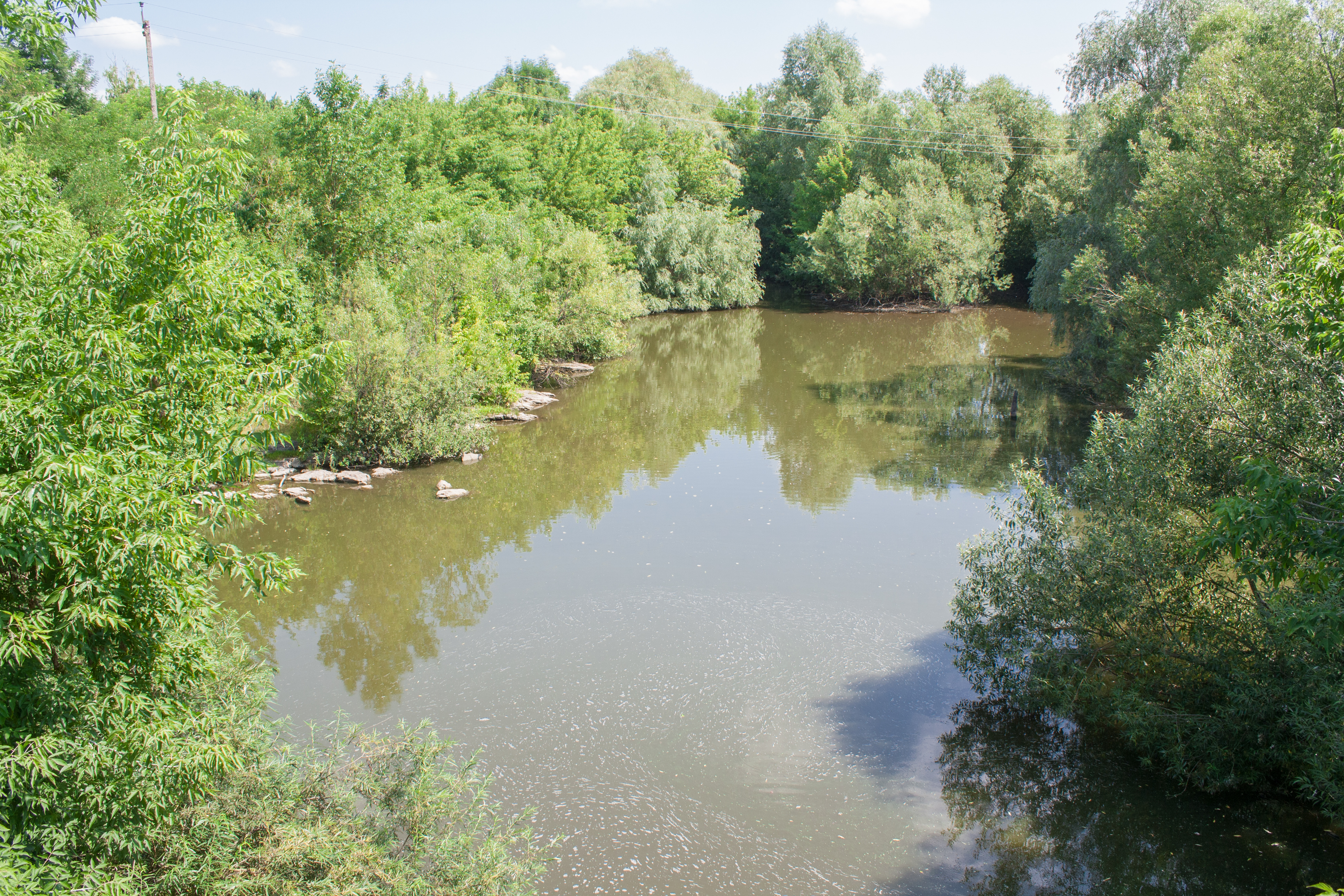
Река в селе Акимовка
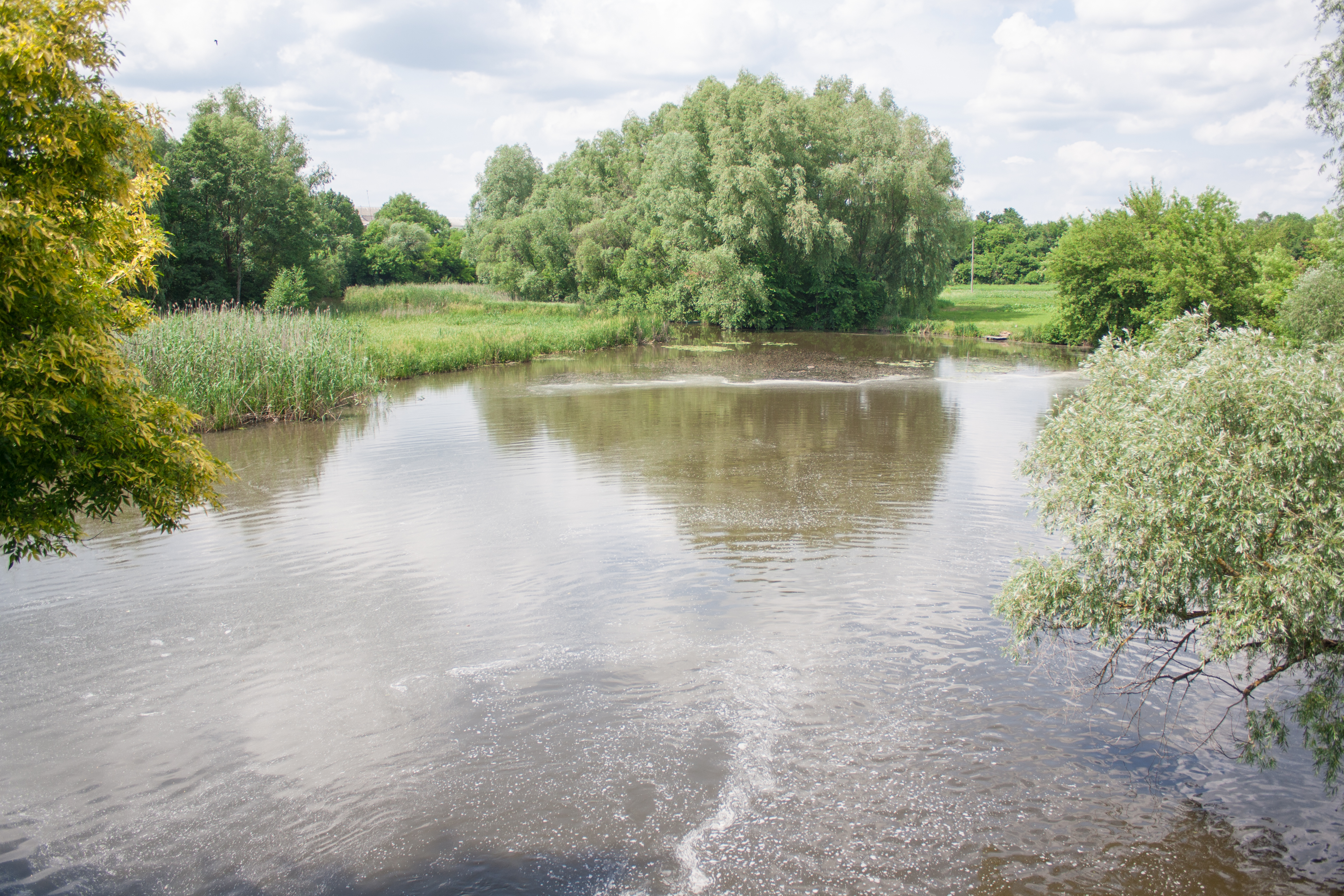
Река в селе Тележинцы